# Tucumán
Tucumán je nejmenší provincií Argentiny, ale patří k nejlidnatějším. Leží na severozápadě země. Hlavní město této provincie je San Miguel de Tucumán, často také nazývané Tucumán. Význam názvu Tucumán je nejasný. Vysvětlení z údajného kečuánskeho slova Yucuman („Místo, kde pramení řeky“), zdá se ale, že to není pravda.

## Administrativní rozdělení
Provincie Tucumán je rozdělena do 17 departementů.
1. Burruyacu (Burruyacú)
2. Hlavní město (San Miguel de Tucumán)
3. Chicligasta (Concepción)
4. Cruz Alta (Banda del Río Salí)
5. Famaillá (Famaillá)
6. Graneros (Graneros)
7. Juan Bautista Alberdi (Juan Bautista Alberdi)
8. La Cocha (La Cocha)
9. Leales (Bella Vista)
10. Lules (Lules)
11. Monteros (Monteros)
12. Río Chico (Aguilares)
13. Simoca (Simoca)
14. Tafí del Valle (Tafí del Valle)
15. Tafí Viejo (Tafí Viejo)
16. Trancas (Trancas)
17. Yerba Buena (Yerba Buena)

## Obyvatelstvo
V provincii  žije přibližně 1,73 milionu obyvatel, přitom asi 55 % jich sídlí v hlavním městě San Miguel de Tucumán a jeho blízkém okolí (cca 770 000). 99,2% obyvatel jsou Argentinci, z toho se jich 90.2% narodilo v Tucumánu.  

## Ekonomika
Tucumán je největším argentinským výrobcem citronů a cukru a dalších plodin.